# K.I.N.G.
K.I.N.G. — изданный ограниченным тиражом в 1000 копий сингл норвежской блэк-металической группы Satyricon. Сингл был выпущен только в Норвегии и планировалось, что эта композиция будет продаваться только до выхода альбома Now, Diabolical, после чего продажа будет прекращена. Сингл включает видеоклип на заглавную песню и песню «Storm (Of The Destroyer)», которая выходила также в качестве бонус-трека на специальном издании Now, Diabolical. В норвежском национальном чарте «K.I.N.G.» дебютировал на седьмом месте.

## Список композиций
1. «K.I.N.G.» — 3:36
2. «Storm (of the Destroyer)» — 2:48

## Состав
- Сатир — вокал, гитара, бас-гитара, клавишные
- Фрост — ударные